# Туман-бай I аль-Аділь
Аль-Аділь Сайф ад-Дін Туман-бай (араб. العادل طومان باى; 1455–1501) — мамелюкський султан Єгипту з династії Бурджитів.

## Біографія
Народився близько 1460 року. Службу розпочав за султана Кайтбея, який призначив його джамдаром (на кшалт кравчого). Потім отримав титул еміра. 1496 року після смерті останнього став союзником еміра Кансуг аз-Загіра. 31 жовтня 1498 року спільно з еміром Абазгою вбив султана Мухаммада II ан-Насіра, що прибув до Гази.
За султана Кансуга аз-Загіра був призначений давадар-кадіром (великим виконавчим секретарем), але Туман-бай швидко вступив у протиріччя з еміром Джанбалатом. Зрештою 1500 року останній повалив султана і захопив трон. На деякий час Туман-бей змирився з цим. Але 1501 року повстав Касрух, наїб (губернатор) Триполі. У відповідь призначається наїю ас-салтана (на кшталт вицесултана) Сирії для придушення повстання. Втім туман-бей об'єднався з Касрухом, після чого рушив на Каїр, де повалив султана Джамбалата.
Був обраний султаном, коли йому було близько сорока років. Попри значну народну повагу до сходження на престол, ставши султаном він швидко втратив популярність, передусім через свою жорстокість, зокрема через те, що він наказав задушити свого колишнього союзника — еміра Касруха за ніби-то змову. Тому через 100 діб Туман-бая було повалено, схоплено та відрубано голову, а трон зайняв Кансух аль-Гаурі.
Був одружений з Фатімою бінт Алі ібн Хашбак, удовою султана Кайтбея, та сестрою Зейнаб бінт Алі ібн Хашбакд, удовою султана Інала аль-Ашрафа.